# Мандель, Эрнест
Эрне́ст Э́зра Манде́ль (нем. Ernest Ezra Mandel, 5 апреля 1923, Франкфурт-на-Майне — 20 июля 1995, Брюссель) — бельгийский экономист и историк, известный марксистский теоретик-антисталинист, автор книг «Власть и деньги», «Поздний капитализм» и др. Один из лидеров и ведущих теоретиков троцкистского Воссоединённого Четвёртого интернационала.

## Биография
Родители Э. Манделя, польские евреи Генрих и Роза Мандель, переехали в Бельгию (Антверпен), когда он был ещё ребёнком. Его отец в своё время состоял в Союзе Спартака. В возрасте 18 лет Э. Мандель становится членом Центрального комитета бельгийской секции Четвёртого Интернационала.
Во время Второй мировой войны участвовал в Движении Сопротивления. Был соредактором подпольного листка «Het Vrije Woord», издаваемого парой десятков антифашистов, среди которых были евреи, католики, троцкисты и другие коммунисты (21 человек из редакции были арестованы, 13 — убиты). Дважды за политическую карьеру Э. Мандель, активно противостоя нацистам, оказывался на грани смерти, но ему всё-таки удалось пережить заключение оккупационными властями. Первый раз он был арестован за распространение антифашистских листовок. Его отправили в бухенвальдский лагерь Дора-Миттельбау, но он был освобождён. В следующий раз его послали в трудовой лагерь.
В 1946 году, через 5 лет после вступления в Четвёртый интернационал, он становится самым молодым членом его Международного секретариата и продолжает играть в нём ведущую роль на протяжении половины столетия. Вместе с Ливио Майтаном и Пьером Франком входил в Тенденцию международного большинства, которую поддерживало большинство европейских секций Интернационала. Эта тенденция имела разногласия с Ленинистско-троцкистской тенденцией, основу которой составляла американская Социалистическая рабочая партия Джеймса Патрика Кэннона, затем инициировавшая Международный комитет Четвёртого интернационала. В 1963 году Мандель сыграл ключевую роль в воссоединении МКЧИ с МСЧИ.
Сообразно линии интернационала на энтризм он вступил в ряды Бельгийской социалистической партии, став в ней одним из лидеров левого крыла, дискутировавшим о марксизме с голландским социал-демократическим лидером Йоп ден Ойлом, а также редактором социалистической газеты «La Gauche» и частым автором её фламандского аналога «Links». Он также сотрудничал в таких изданиях, как «Het Parool», «Le Peuple», «L’Observateur» и «Agence France-Presse».
В 1950-е гг. он тесно сотрудничал со Всеобщей федерацией труда Бельгии, членом экономической комиссии которой он был в 1954—1962 годах. В рабочем движении он был близким соратником Андре Ренара, возглавлявшего синдикалистское течение в этой бельгийской федерации профсоюзов.
Мандель участвовал в организации «Стачки века» — всеобщей забастовки против политики жёсткой экономии зимой 1960—1961 годов. Стачка сыграла важную роль в становлении валлонского национального движения, однако экономически и политически потерпела поражение. Так как Мандель с товарищами выступали против выполнения Социалистической партией антизабастовочного законодательства и её коалиции с христианскими демократами, то они были вскоре исключены из рядов Социалистической партии. После создания в 1971 году единой бельгийской секции Воссоединённого Четвёртого интернационала — Революционной коммунистической лиги — Мандель стал её лидером.
Мировое признание Эрнест Мандель получил в 1960—1970-е годы. Эрнесту Манделю неоднократно отказывали в визах во Францию, в Германию, Швейцарию и Австралию. В 1969 году ему было отказано в визе в США Генеральным прокурором Дж. Н. Митчеллом (в связи с запретом выдачи виз лицам, которые защищают доктрины мирового коммунизма). В то время Э. Мандель был издателем еженедельного левого журнала «La Gauche». Манделя защищали несколько американских учёных, которые акцентировали внимание на том, что Мандель не был членом просоветской Коммунистической партии, а также выступал против советского вторжения в Чехословакию в 1968 году. Но выдачи визы Эрнесту Манделю так и не удалось добиться.
Страны восточного блока Мандель мог посещать только с 1989 года (исключение составляла Югославия, где он уже с 1970-х годов участвовал в конференциях социалистических ученых) — на антибюрократический марксизм в духе Манделя часто опирались многочисленные оппозиционные социалисты в Восточной Европе. В 63-м году вместе с Че Геварой и Шарлем Беттельхеймом Мандель участвовал в «Великих дебатах» по социалистической экономике Кубы; Вместе с Полом Суизи и Алеком Ноувом дискуссировал о природе советской бюрократии. Темами, поднимаемыми на дискуссиях были: рыночная экономика против планового хозяйства, теория государственного капитализма или будущее социализма после крушения «реально-социалистических» режимов в Восточной Европе.

## Творчество
В общей сложности, Мандель написал порядка 2000 статей и 30 книг на французском, голландском, немецком, английских языках и считается одним из ведущих политэкономов-марксистов XX века. Наследие Эрнеста Манделя, кроме традиционно ему приписываемого анализа Советского Союза (кроме прочего, ещё и называют защитником троцкизма), включает ещё большое количество различных направлений исследований. Но самое важное — и он подчёркивал это неоднократно — он не был исключительно антисталинистом — он был против капитализма.
Большое место в творчестве Эрнеста Манделя традиционно отводится анализу и переоценке марксизма (Работы «Марксистская экономическая теория» (1962), «Формирование экономических воззрений Карла Маркса»). Мандель рассматривает противоречия капитализма, противоречия и разрушительные черты в рабочем движении и ищет пути освобождения человечества, делая наброски характерных черт будущего общественного устройства, которое по своему развитию стоит выше капитализма.
Очень важное место отводится анализу развития капитализма после Второй мировой войны («Поздний капитализм», 1972), попытке подвести категории и идеи марксизма под современные процессы, протекающие в мире глобализации (в особенности, капиталистический способ производства), причём анализ всегда выполняется на стыке экономической теории, социологии, политологии, философии. Он интерпретирует причины спада в глобальном капитализме, который наблюдался начиная с 1970-х годов, связывая основные тенденции развития с теорией длинных волн (чередование спадов и подъёмов в развитии экономики), а также с классовой борьбой и формами господства буржуазии. Классовая борьба воспринимается Манделем как одна из важнейших составляющих экономической истории. Эрнест Мандель связывает «позднекапиталистический» кризис с воздействием длинных экономических волн на классовую борьбу.
На страницах «New Left Review» участвовал в полемике с Николасом Крашшо о марксизме Троцкого, которая затем была собрана в отдельную книгу и издана на нескольких языках.
Последняя значительная работа Манделя, «Власть и деньги», была опубликована в 1983 году. В данной работе Мандель анализирует сущность бюрократии вообще, а в частности, бюрократии в Советском Союзе, причины её возникновения, а также возможности её отмирания.

## Переводы на русский язык
- Мандель Э. Марксистская теория империализма и её критики. — 2009. (оригинал 1955, перевод И. Будрайтскиса, В. Атанасова)
- Мандель Э. Культурная революция. Попытка интерпретации. — 2016. (оригинал 1967; перевод А. Новожёновой)
- Мандель Э. Социальный, экономический и политический фон чехословацкого кризиса. — 2008. (оригинал 1969; перевод К. Медведева)
- Мандель Э. Почему я марксист. — 2008. (оригинал 1978; перевод К. Медведева)
- Мандель Э. О материальных, социальных и идеологических предпосылках нацистского геноцида. (1988; перевод К. Медведева, 2010)
- Мандель Э. Теория Троцкого о соотношении самоорганизации класса и авангардной партии. — 1991. (оригинал 1989)
- Мандель Э. Социализм и будущее. — 2008. (оригинал 1992; перевод В. Плотникова)
- Мандель Э. Власть и деньги. Общая теория бюрократии. — М.: Экономическая демократия, 1992. — 277 с.

## Перевод на украинский язык
- Мандель Э. Роман Роздольський — справжній марксистський науковець  (укр.). // Спільне. — 20.10.2017 (некролог на смерть Романа Роздольского)